# 茨城県立取手第一高等学校
茨城県立取手第一高等学校（いばらきけんりつ とりでだいいちこうとうがっこう）は、茨城県取手市台宿二丁目にある県立高等学校。農業系高等学校としての歴史が長かったが、平成15年度に単位制の総合学科に改編されて以降、大学進学者が少しずつ増えている。また、毎年国公立大学への進学者を出すなど進学率は高まりを見せており、徐々に人気が回復している。市内に取手競輪場があることなどから自転車競技部の部活動が活発で、OBにも競輪選手を輩出している。JR取手駅から徒歩5分と近い場所にある。

## 進学地域
取手市内を中心におおむね北は土浦市、南は我孫子市、東は稲敷市、西は常総市の範囲に広がる。駅前であることから交通の便がよく、常磐線沿線を中心に通学圏が広いが、同校のすぐ南が他県（千葉県）になることから南には通学圏が狭い。また、隣接する守谷市やつくばみらい市からの通学者は少ない傾向がある。

## 設置分野
- 進学系
  - 文科系分野
  - 理科系分野
- 専門系
  - メカニック分野
  - ビジネス分野
  - 情報技術分野

## 部活動・同好会
部、同好会は毎年変化しているため現在は廃部廃会になっているものもある（以下は2024年4月10日現在）

### 運動系
- 硬式野球部
- サッカー部
- 剣道部
- ライフル射撃部
- 自転車競技部
- ソフトテニス部
- 硬式テニス部
- 弓道部
- バスケットボール部
- バドミントン部
- ラグビー部
- 女子バレーボール部
- 柔道部
- 水泳部
- ダンス部

### 文化系
- 吹奏楽部
- 軽音楽部
- 写真部
- 書道部
- 商業部
- 工業研究部
- 演劇部
- 文芸部
- ハンドベル部
- イラストアニメ部
- 地球市民活動部
- 自然科学部

### 同好会
- 美術同好会
- 卓球同好会

## 著名な卒業生
- 青柳公也（プロゴルファー、1989年アコムダブルス優勝）
- 柴崎孝夫（元社会人野球選手、NPBドラフト指名経験あり）
- 十文字貴信（競輪選手、アトランタオリンピック 1㎞タイムトライアル銅メダリスト）
- 須藤聡明（プロゴルファー、1989年アコムダブルス優勝）
- 長塚智広（競輪選手、アテネオリンピック チームスプリント銀メダリスト）
- 盛一大（ロードレース&トラックレース選手、2010年世界選手権スクラッチ 3位）
- 吉田拓矢（競輪選手）